# Перси (род)
Перси (англ. Percy, старофр. Perci) — 3 английских дворянских рода, связанных между собой родством по женской линии. Название происходит от нормандской сеньории Перси-ан-Ож.

## 1-й род Перси
Родоначальник — Уильям де Перси (ум. 1096), 1-й феодальный барон Топклифа, соратник Вильгельма Завоевателя в Англии, получил большие владения в графствах Йоркшир и Линкольншир. Род угас после смерти его внука, Уильяма (ум. около 1175), оставившего только двух дочерей. Одна из них, Агнес, вышла замуж за Жоселина де Лувена, ставшего родоначальником второго рода Перси.

## 2-й род Перси
Ветвь Лувенского дома.
Родоначальник — Жоселин де Лувен (ум. 1180), младший сын Годфрида I Бородатого, графа Лувена и герцога Нижней Лотарингии. Он перебрался в Англию к старшей сестре Адель, 2-й жене короля Генриха I Боклерка. Там он получил владения в Петуорте (Сассексе), а позже женился на Агнес де Перси, унаследовавшей после смерти отца большую часть его владений. Их дети приняли родовое прозвание Перси.
Старший сын, Генри де Перси (ум. 1198), умер раньше матери, титул барона Перси в обход прав малолетнего племянника Уильяма узурпировал второй сын, Ричард. Только после смерти Ричарда в 1244 году Уильям получил все владения и титул.
Перси, Генри, 1-й барон Перси (1273—1315), в 1299 году получил титул барон Перси из Алника и был приглашен в Палату лордов.
Его правнук, Генри Перси (1341—1408), 4-й барон Перси из Алника, в 1377 году получил титул графа Нортумберленда.
Его потомки носили графский титул до 1670 года, когда род угас со смертью Джоселина Перси (1644—1670), 11-го графа Нортумберленда.

## 3-й род Перси
Ветвь рода Смитсонов.
Родоначальник, сэр Хьюго Смитсон (1714—1786), женился в 1740 году на дочери Элджерона Сеймура, 7-го герцога Сомерсета, сына Элизабет Перси, дочери Джоселина Перси, последнего графа Нортумберленда из 2-го рода Перси. Он принял в 1750 году фамилию Перси и титул барон Перси, а в 1766 году был сделан герцогом Нортумберленда.
Его потомки носили титул герцога Нортумберленда. В настоящее время главой рода является Ральф Джордж Элджернон Перси (род. 1956), 12-й герцог Нортумберленд.